# Beate Schmeichel-Falkenberg
Beate Schmeichel-Falkenberg (geboren 20. Juni 1926 in Hamm als Beate Hartung; gestorben 17. September 2017 in Belsen) war eine deutsche Lehrerin und Autorin.

## Leben
Beate Schmeichel-Falkenberg studierte an der Universität Göttingen Germanistik und Anglistik und arbeitete danach als Journalistin für die BBC in England. Später kehrte sie nach Münster zurück und arbeitete als Lehrerin. Mit ihrem zweiten Ehemann Manfred Schmeichel gründete sie in Mössingen eine Schule für Körperbehinderte, die Teil der heutigen Stiftung KBF ist.
Schmeichel-Falkenberg arbeitete einige Zeit beim WDR als Moderatorin in der Sendung Hier und Heute und an der Universität Münster am Institutum Judaicum Delitzschianum.
Sie war Mitgründerin der Else-Lasker-Schüler-Gesellschaft und der Kurt-Tucholsky-Gesellschaft. In der Gesellschaft für Exilforschung leitete sie die Arbeitsgruppe „Frauen im Exil“.
Schmeickel-Falkenberg lebte in Mössingen-Belsen und wurde auf dem dortigen Friedhof bestattet.

## Schriften
- mit Siglinde Bolbecher und der Theodor Kramer Gesellschaft: Frauen im Exil, Tagungsband, Klagenfurt : Drava, 2007
- mit Ursula Wiedenmann: Grenzen überschreiten : Frauen, Kunst und Exil, Tagungsband, Würzburg : Königshausen & Neumann, 2005
- mit Simone Barck und Anneke de Rudder: Jahrhundertschicksale. Frauen im sowjetischen Exil.Lukas, Berlin 2003.
- mit Inge Hansen-Schaberg: Frauen erinnern : Widerstand, Verfolgung, Exil, 1933-1945, Tagungsband, Berlin : Weidler, 2000
- mit Manfred Schmeichel: Hilfe für körperbehinderte Kinder, Stuttgart : Klett-Cotta 1978